# El Salitre, Tepetongo
El Salitre är en ort i Mexiko.   Den ligger i kommunen Tepetongo och delstaten Zacatecas, i den centrala delen av landet, 500 km nordväst om huvudstaden Mexico City. El Salitre ligger 1 981 meter över havet och antalet invånare är 166.
Terrängen runt El Salitre är platt åt sydost, men åt nordväst är den kuperad. Runt El Salitre är det glesbefolkat, med 14 invånare per kvadratkilometer. Närmaste större samhälle är Huejucar, 14,5 km söder om El Salitre. I omgivningarna runt El Salitre växer huvudsakligen savannskog.